# Südpolsatz

Erweiterter Südpolsatz mit Südpol S und Nordpol N

Der Südpolsatz ist ein geometrischer Satz aus der Dreieckslehre. Er besagt, dass sich in einem nicht-gleichschenkligen Dreieck die Mittelsenkrechte (Streckensymmetrale) einer Seite und die Winkelhalbierende (Winkelsymmetrale) durch die gegenüberliegende Ecke immer auf dem Umkreis schneiden. Der Schnittpunkt wird auch Südpol genannt. Die Winkelhalbierende des zugehörigen Außenwinkels schneidet die Mittelsenkrechte ebenfalls auf dem Umkreis, dieser Punkt wird dementsprechend Nordpol genannt und beide Aussagen zusammen bezeichnet man als den erweiterten Südpolsatz.

## Aussage
Die Beschreibung in der Einleitung schließt die Spezialfälle des gleichschenkligen und des gleichseitigen Dreiecks aus, da bei diesen Mittelsenkrechte und Winkelhalbierende identisch sein können respektive sind und dann kein Schnittpunkt der beiden existiert. Diese Fälle lassen sich aber mit der folgenden Formulierung einbinden:
In einem beliebigen Dreieck verlaufen die Innenwinkelhalbierende und die Außenwinkelhalbierende durch je einen der beiden Schnittpunkte der Mittelsenkrechten der dem Innenwinkel gegenüberliegenden Seite mit dem Umkreis.

## Beweis

Südpolsatz

1. Der Satz soll für die Mittelsenkrechte {\displaystyle m_{c}} und die Winkelhalbierende {\displaystyle w_{\gamma }} begründet werden. S sei definiert als derjenige Schnittpunkt der Mittelsenkrechten {\displaystyle m_{c}} mit dem Umkreis, der nicht auf der gleichen Seite von AB liegt wie die Ecke C. Ist U der Umkreismittelpunkt, so ist der Winkel ACS halb so groß wie der Winkel AUS, da es sich um den Umfangswinkel (Peripheriewinkel) und Mittelpunktswinkel (Zentriwinkel) über dem Kreisbogen AS handelt. Entsprechend ist der Winkel SCB halb so groß wie der Winkel SUB. Da die Winkel AUS und SUB aus Symmetriegründen gleich groß sind, müssen auch die Winkel ACS und SCB gleich groß sein. Mit anderen Worten: S muss auf der Winkelhalbierenden des Winkels {\displaystyle \gamma =\angle ACB} liegen. Der Schnittpunkt der Mittelsenkrechten und der Winkelhalbierenden muss also mit S übereinstimmen und folglich auf dem Umkreis liegen.
2. Da S auf der Mittelsenkrechten von AB liegt, müssen aus Symmetriegründen die Strecken AS und BS gleich lang sein. Nach dem Umfangswinkelsatz müssen die Winkel über einer gleich langen Sehne gleich groß sein, also sind die Winkel in C über den Sehnen AS und BS auch gleich groß. Und deshalb ist CS die Winkelhalbierende in C, die sich mit der Mittelsenkrechten auf dem Umkreis schneidet.